# Marguerite Eberentz
Marguerite Eberentz, née le 16 décembre 1895 à Bar-le-Duc et morte le 30 décembre 1973 à Périgueux, est une résistante française.

## Biographie

### Résistance en Dordogne
Alsacienne-Lorraine, Marguerite Eberentz travaille à la préfecture de Périgueux à partir de l'année 1940 en tant que chef de service du bureau des cartes d'identité. Elle est sollicitée pour entrer en résistance. Elle rallie la résistance (FFL) le 1er novembre 1942. Elle intègre le réseau « Andalousie », réseau faisant partie du BCRA (Bureau central de renseignements et d'actions) et qui est une émanation du réseau CND (Confrérie Notre-Dame). Elle obtient le grade de sous-lieutenant.
Elle aide plusieurs familles juives, en rédigeant de fausses pièces d'identité car elle est à la tête d'une réelle petite entreprise au sein de la préfecture de Périgueux, dédiée à rédaction de faux papiers.

### Arrestation, internement et déportation
Elle est dénoncée le 18 février 1944 et est arrêtée par les Allemands dont le capitaine SS Meyer à la préfecture de Périgueux. Elle ne parlera pas. Après une brève vérification de carte d’identité, Marguerite Eberentz est conduite par Meyer et ses deux complices, dans un camion. C’était les adieux à Périgueux, et ce pour quinze mois mais elle ne le savait pas. Sept fonctionnaires de la préfecture sont dénoncés ce jour-là. Après une longue attente au 35e régiment, sans boire ni manger, vers quatre heures du matin, son nom retentit avec d’autres, et c'est le départ pour la prison de Limoges.
Après avoir été internée à la prison de Limoges du 19 février au 12 mars 1944, elle est transférée au fort de Romainville où elle reste du 13 mars au 12 mai 1944, avant d’être déportée en Allemagne le 13 mai 1944 ; ce convoi est composé de 552 femmes.
Elle entre au camp de Ravensbrück le 18 mai 1944 sous le matricule 39.277 et y reste jusqu’au 20 juillet 1944. Elle y rencontre Geneviève de Gaulle-Anthonioz.
Elle est ensuite expédiée au camp de concentration d'Oranienbourg où elle hérite du matricule 2237. Elle y reste du 21 juillet 1944 au 13 mars 1945, date à laquelle elle est envoyée au camp de Sachsenhausen, après plusieurs bombardements.

## Distinctions
- Officier de la Légion d'honneur[Quand ?]
- Médaille de la Résistance française (décret du 3 janvier 1946)[3]

## Mémoire
Parmi les événements organisés par la ville de Périgueux dans le cadre du mois des droits des femmes en mars 2021, une visio-conférence est consacrée à des Périgourdines engagées telles que Marguerite Eberentz.